# Auguste Sautelet
Philibert-Auguste Sautelet, né le 27 janvier 1800 à Lancié et mort le 13 mai 1830 à Paris, est avocat puis libraire imprimeur et éditeur français.
Outre le journal Le Producteur et les quotidiens le Globe, puis le National dont il était le gérant, il a édité des écrivains romantiques, éditions originales aujourd’hui recherchées.

## Biographie

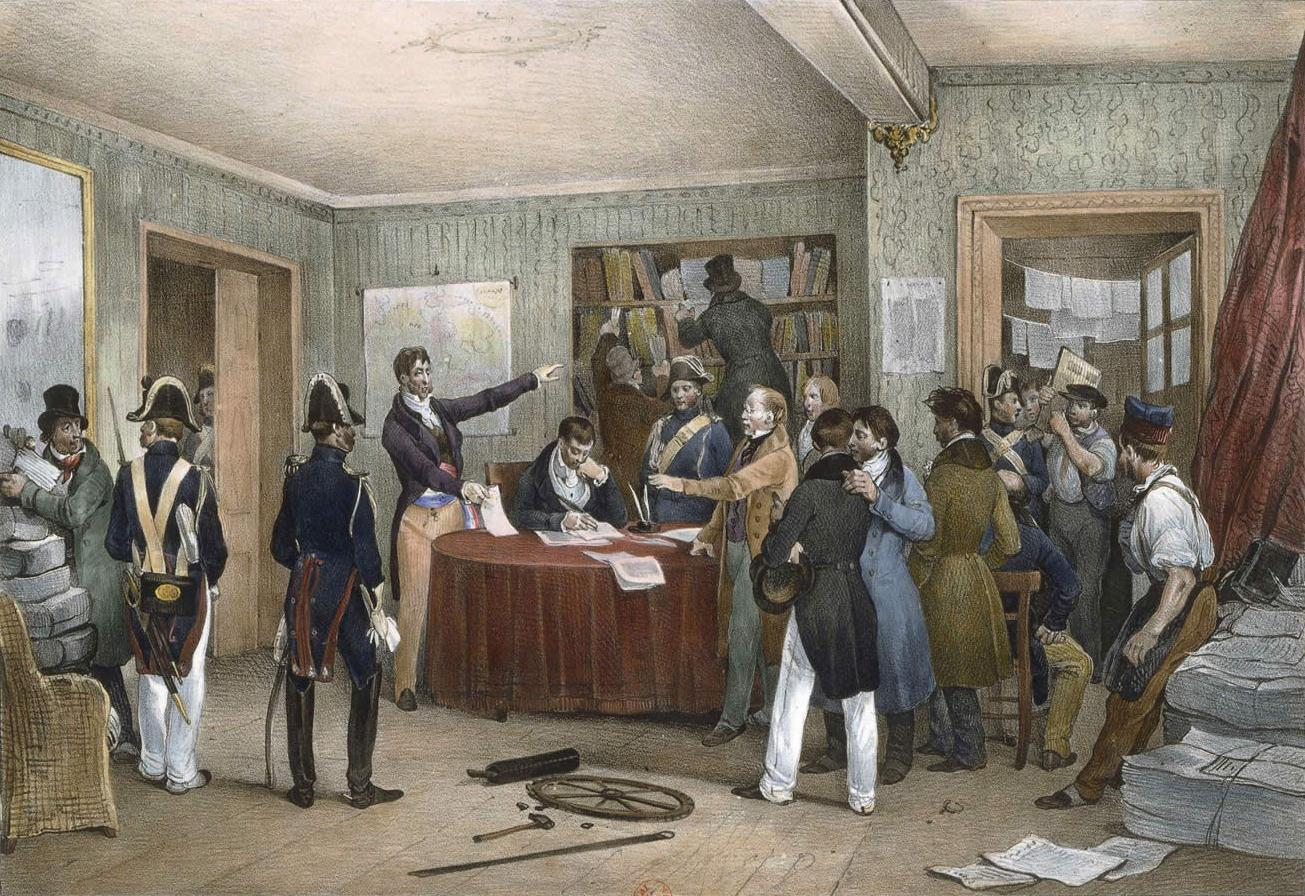
Saisie des presses du National, le 27 juillet 1830, évènement déclencheur de la Révolution de Juillet.

Élève au collège de Vendôme avec Balzac:32, puis au collège Charlemagne, toujours avec Balzac et Michelet, ancien élève de Théodore Jouffroy au collège royal de Bourbon, puis à la faculté des lettres, disciple de Victor Cousin:32, dont il deviendra l’éditeur, il se lance dans la contestation, au sortir de ses études de droit et participe à la fondation de la Charbonnerie en 1821, appartenant à la même Vente qu’Augustin Thierry, Pierre Leroux, Théodore Jouffroy et Alexandre Bertrand. Il fréquente les salons romantiques et libéraux (le Grenier d’Étienne-Jean Delécluze) avec Philipp Albert Stapfer, Jean-Jacques Ampère, Stendhal, Mérimée, Paul-Louis Courier,  Viollet-le-Duc père, Thiers, Rémusat, Armand Carrel, Augustin Thierry.
Devenu avocat puis libraire éditeur, en 1825, il édite, seul ou quelquefois associé, un peu plus d’une centaine d’ouvrages d'écrivains romantiques et libéraux dont il était souvent l’ami : Brillat-Savarin, Paul-Louis Courier, Mérimée, Goethe, Stendhal, Sainte-Beuve, Thiers, Delécluze, etc. Il fait connaître Walter Scott et Fenimore Cooper en France. Le marquis de Saint-Simon lui demande de publier la première édition in extenso des Mémoires de son lointain cousin, le duc de Saint-Simon. Un autre parent du mémorialiste, le comte de Saint-Simon, crée le saint-simonisme, auquel Sautelet adhèrera. 
Il fait œuvre de précurseur en éditant les œuvres complètes de Voltaire (y compris sa correspondance) mais en trois volumes seulement : les caractères employés en sont si petits que les typographes manquent de devenir aveugles : les volumes sont d’ailleurs vendus avec une loupe ! En association avec l’éditeur Motte, il publie en 1828 le Faust de Goethe, traduit par Stapfer, avec 17 lithographies de Delacroix, le premier ouvrage jamais illustré par un peintre.
Pour lutter contre la contrefaçon belge sur son propre terrain, il s’associe avec Bossange, Firmin Didot, Galignani, Levrault, Treuttel et Wurtz pour fonder, à Bruxelles, la librairie Parisienne Française et Étrangère.
Il édite, en 1828, Le Globe, le journal des romantiques, qui deviendra celui des saint-simoniens, mais surtout Adolphe Thiers fonde avec lui, François-Auguste Mignet et Armand Carrel, le journal Le National en 1830. Les bailleurs de fonds en sont Jacques Laffitte, Talleyrand, le duc de Dalberg et Sautelet. Il est le gérant responsable du journal dont sa librairie abrite les locaux. Les rédacteurs en sont Thiers, Mignet et Armand Carrel. 
Le National, dont le premier numéro paraît le 1er janvier 1830, défend la Charte de 1814 : il se borne à rappeler au gouvernement que la volonté du peuple est souveraine et que les institutions d’un pays ne sont pas immuables. Lorsque Thiers passe à l’offensive, l’un de ses éditoriaux est interprété par le gouvernement de Charles X comme une menace contre le système gouvernemental et contre les personnes qui l’incarnent, c'est-à-dire le roi et les ministres. Le pouvoir décide alors de poursuivre Sautelet en correctionnelle puisqu’il est le gérant responsable, et Thiers l’auteur de l’article. Tous deux sont condamnés à 1 000 francs d’amende (que Thiers paiera grâce à une souscription auprès des lecteurs du journal) et singulièrement Auguste Sautelet à une peine de trois mois de prison.
Est-ce cette condamnation, un dépit amoureux (il s’était épris d’une élégante), des tracas financiers (éditer les premiers romantiques n’était pas des plus lucratifs) ? Auguste Sautelet se tire une balle dans la tempe, le 13 mai 1830, à 5 heures et demie du matin:32, dans son appartement du 10 rue Neuve-Saint-Marc, en laissant une note de suicide mentionnant Werther à Jules Renouard . Ce suicide provoqua un vif émoi dans les milieux littéraires. Son convoi, puis son enterrement au cimetière Montmartre, rassemblèrent une foule nombreuse autour de ses amis.
Auguste Sautelet était associé avec le libraire Paulin qui sera l’un des quatre fondateurs de la revue l'Illustration en 1843.